# Anthoceros neesii
Anthoceros neesii là một loài rêu sừng thuộc họ Anthocerotaceae. Loài này có ở Áo, Cộng hòa Séc, Đức, và Ba Lan. Môi trường sống tự nhiên của chúng là đất canh tác. Chúng hiện đang bị đe dọa vì mất môi trường sống.